# Abraham-Louis-Rodolphe Ducros
Abraham-Louis-Rodolphe Ducros (* 21. Juli 1748 in Moudon; † 10. Februar 1810 in Lausanne) war ein Schweizer Maler, Aquarellist, Radierer, Gouachemaler und Kupferstecher.

## Biografie
Ducros sollte Kaufmann werden. Er wurde jedoch von seinem Vater, einem Zeichenlehrer in Yverdon-les-Bains ausgebildet und übte das Zeichnen als Dilettant. 1769 ging er nach Genf, wo er eine Privatakademie mit dem flämischen Maler Nicolas-Henri-Joseph de Fassin, besuchte. 
In Genf traf er den reichen Kunstsammler François Tronchin. Ducros freundete sich mit dem Genfer Maler Pierre-Louis De la Rive an, mit dem er zwischen 1773 und 1776 die niederländischen Gemälde aus Tronchins Sammlung kopierte.
Im Sommer 1776 reiste er in Begleitung des Kupferstechers Isaac-Jacob La Croix nach Italien. Er lebte in Rom und unternahm 1778 eine Studienreise ins Königreich beider Sizilien und nach Malta. In vier Monaten Wanderungen schuf er fast dreihundert Aquarelle. Von 1777 bis 1793 wohnte Ducros in Rom.

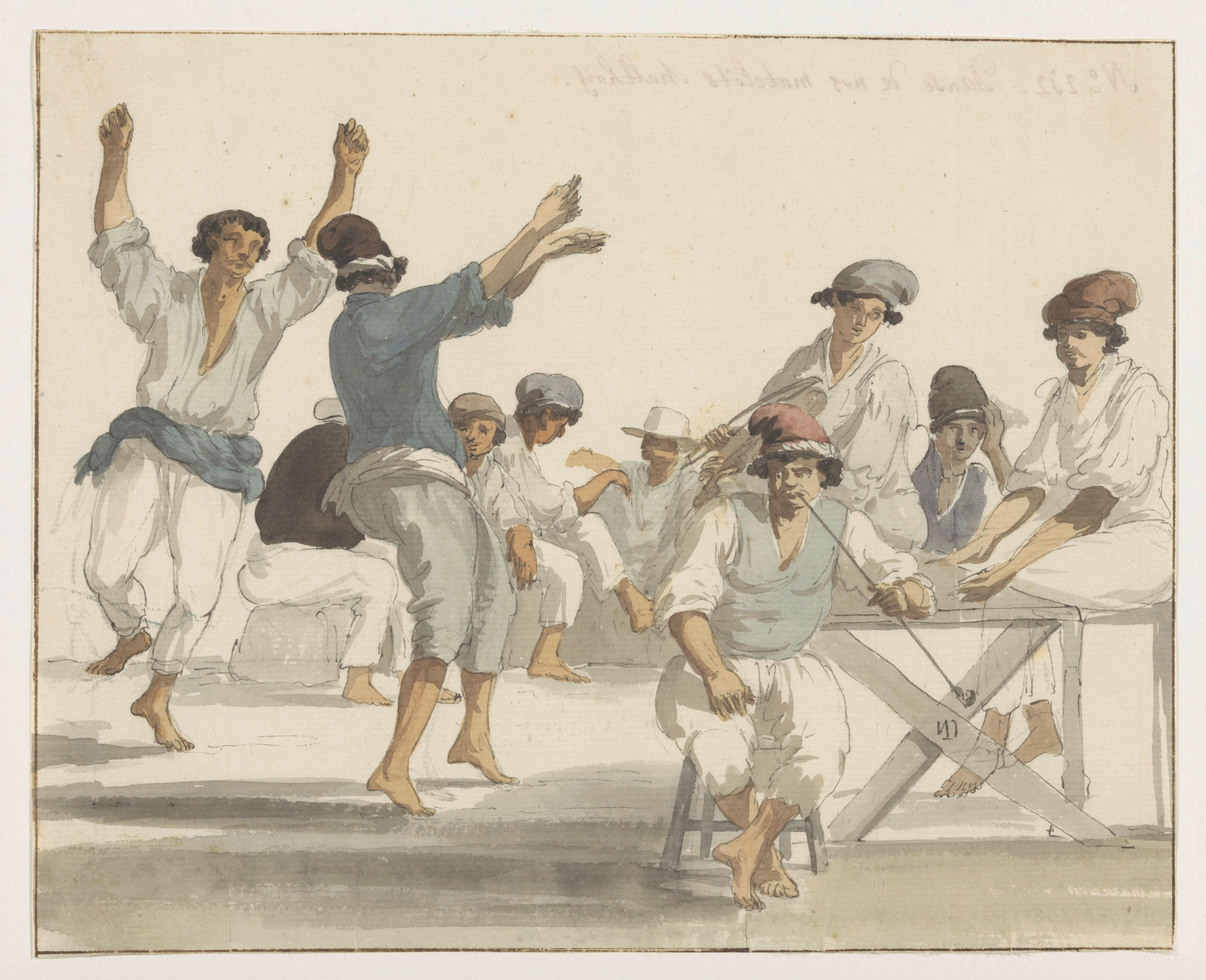
Tanzende Malteser Matrosen

1782 eröffnete Ducros ein Atelier, das auch als Geschäft diente. Neben eigenen Werke verkaufte er solche anderer Künstler, wie Francesco Piranesi und Louis Jean Desprez. 
Er bekam 1783 einen Auftrag vom Grossfürsten von Russland, Paul Romanow, für zwei Gemälde, und 1783 vom Papst Pius VI. für ein Gemälde. Ab 1784 kaufte bei ihm der schwedische König Gustav III. Ab 1786 gehörte der reiche Kunstsammler und Antiquar Richard Colt Hoare zu den besten Kunden.
Ab den 1790er Jahren, nach den Unruhen nach der Französischen Revolution, wurde Ducros, des Jakobinismus verdächtigt, von der Inquisitionspolizei beobachtet. Im Februar 1793 wurde er aus dem Kirchenstaat ausgewiesen. Er musste sein Atelier und sein Geschäft aufgeben und flüchtete einige Monate in die Abruzzen. Da er nicht nach Rom zurückkehren konnte, zog er bis 1799 nach Neapel. 
Finanzielle Schwierigkeiten zwangen Ducros 1807, nach Lausanne zurückzukehren, wo er Privatunterricht in Zeichnen gab und der Waadtländer Regierung erfolglos vorschlug, eine Akademie für Malerei zu gründen. Er hatte mehr Glück in Bern, wo er seine Werke ausstellte und von der Unterstützung von Sigmund Wagner, einem bemerkenswerten Sammler und Kunsthändler, profitierte. Die Behörden der Stadt Bern ernannten Ducros im September 1809 zum Professor für Malerei an der Akademie. Er starb in seinem zweiundsechzigsten Lebensjahr, bevor er sein Amt antreten konnte. 

Werke im Musée cantonal des Beaux-Arts de Lausanne
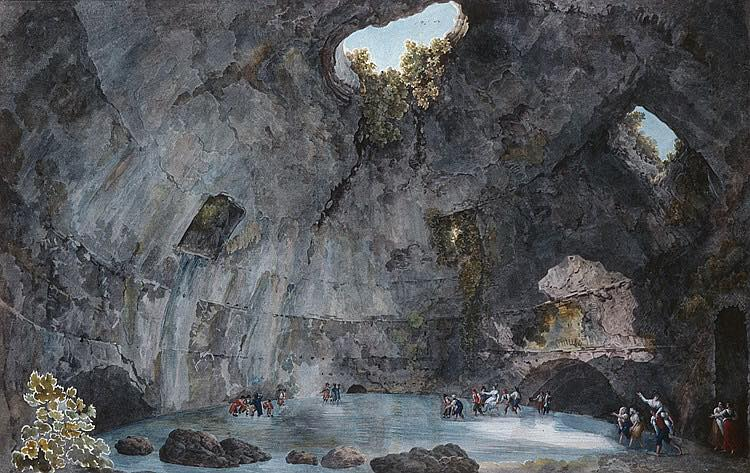
Baia, interno del cosiddetto Tempio di Mercurio, 1794
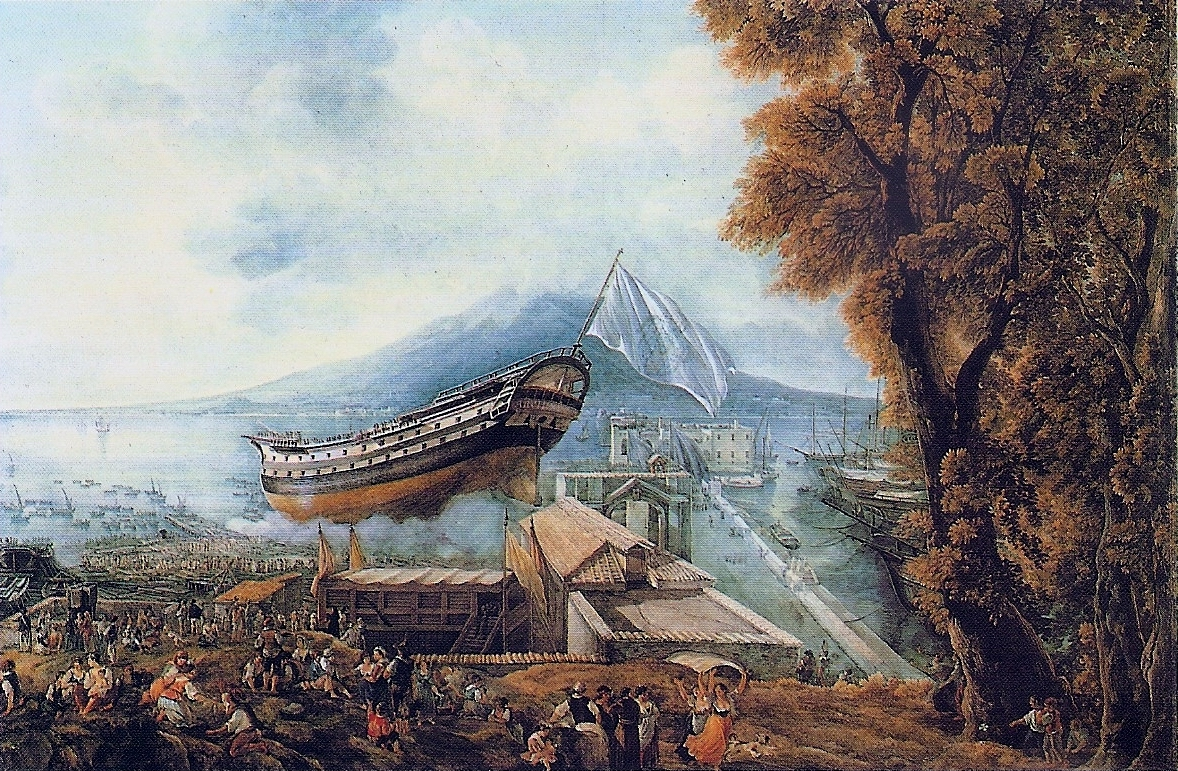
Varo del vascello Archimede, 1795
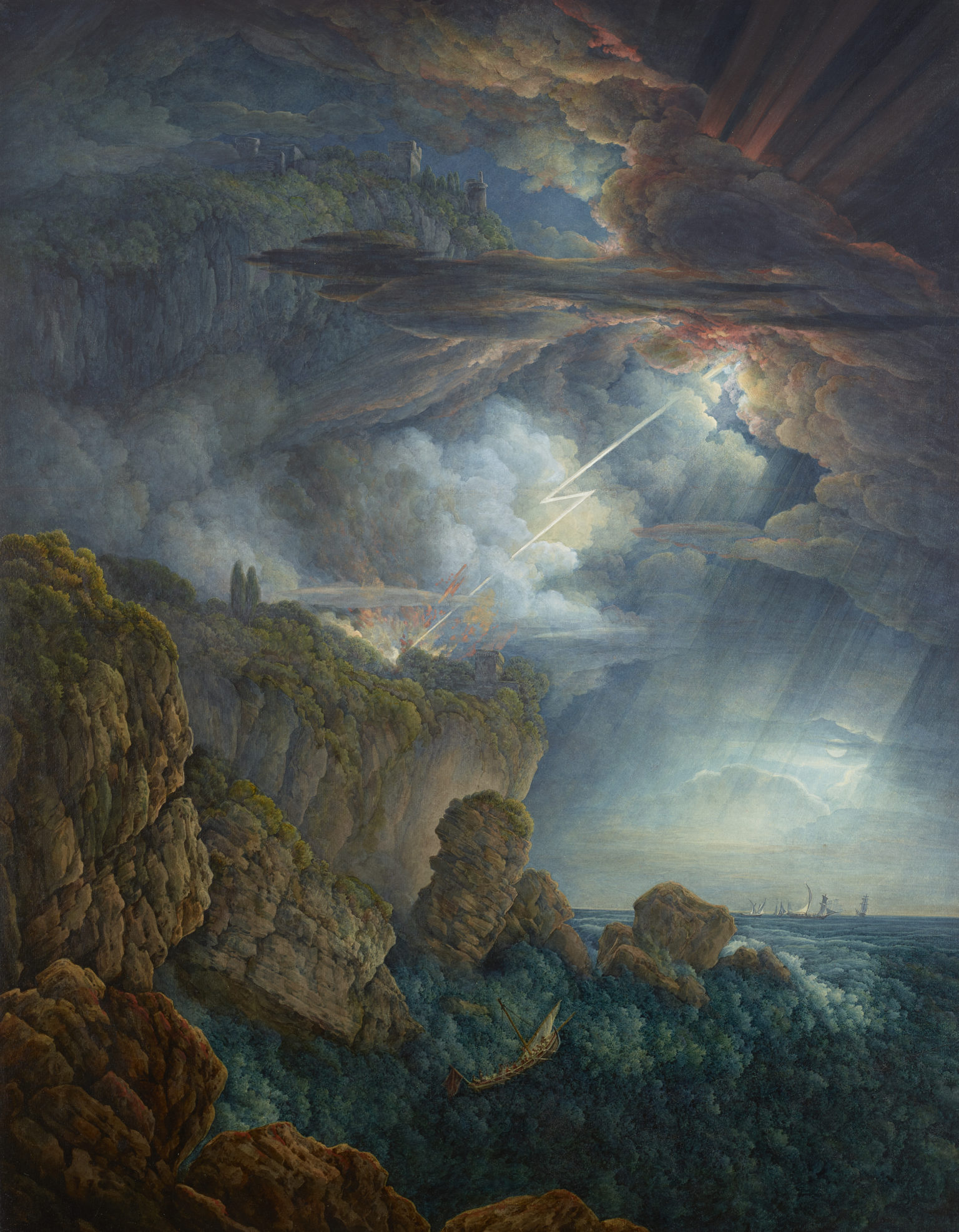
Orage nocturne à Cefalù, circa 1800–1805
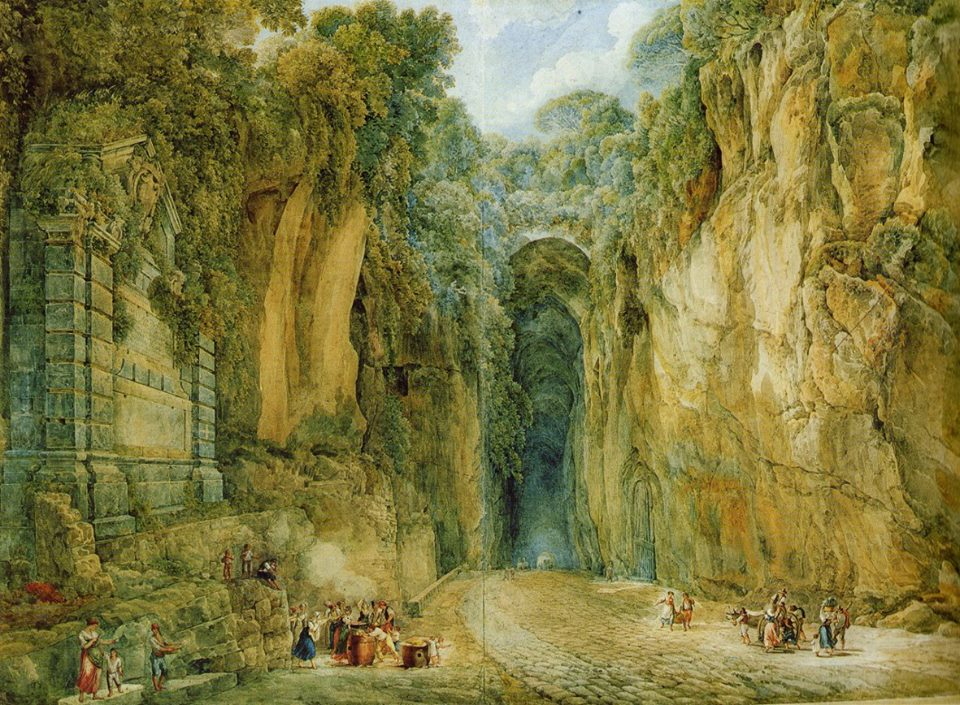
La Grotte du Pausilippe, 18. Jahrhundert